# Randalls Hamlettbarsch
Randalls Hamlettbarsch (Hypoplectrus randallorum) ist ein kleiner Meeresfisch aus der Familie der Sägebarsche (Serranidae). Er kommt küstennah fast in der gesamten Karibik von der Küste Mittelamerikas bis an die Küsten der Großen Antillen und an der Südküste Floridas vor. Die Art aus der Gattung der Hamletbarsche war schon seit 1960 bekannt, wurde aber erst im Jahr 2011 wissenschaftlich beschrieben und nach dem Ichthyologenpaar Helen und John E. Randall benannt. John Randall fing die für die Erstbeschreibung untersuchten Typusexemplare.

## Merkmale
Die Typusexemplare hatten Standardlängen von 7 bis 9 cm. Dazu kommt noch die Schwanzflosse, deren Länge 21,5 bis 26 % der Standardlänge beträgt. Der Körper ist seitlich abgeflacht und hochrückig. Die größte Körperhöhe liegt etwa bei 45 % der Standardlänge, die Breite des Körpers beträgt 16,6 bis 17,8 % der Standardlänge. Die Kopflänge liegt bei 38,5 bis 41,5 % der Standardlänge (SL). Die Schwanzstiel ist höher (13,6 bis 14,2 SL) als lang (9,9 bis 13,8 % SL).
- Flossenformel: Dorsale X/15, Anale III/7, Pectorale 14, Ventrale I/5, Caudale 17–18.[2]

Die Weichstrahlen von Rücken- und Afterflosse sowie die Schwanzflossenstrahlen sind verzweigt. Randalls Hamlettbarsch hat 23 bis 24 Wirbel. Alle Hamletbarsche sind einander sehr ähnlich. Randalls Hamlettbarsch kann am besten durch seine Färbung von anderen Arten der Gattung unterschieden werden. Er ist fast einfarbig hell- bis dunkelbraun oder lohfarben. Die Nasenöffnungen sind von einem dunkeln Fleck umgeben. Weitere dunkle Flecke befinden sich an der Basis der Brustflossen und auf dem oberen Schwanzstiel. Größe und Intensität der dunklen Flecke variieren erheblich. Kopf, Bauch und Flossen sind manchmal leicht gelblich. Die Brustflossen sind transparent.

## Lebensweise
Wie andere Hamletbarsche ernährt sich Randalls Hamlettbarsch von verschiedenen Kleintieren, darunter sind benthische Garnelen, Schwebegarnelen, sowie kleine Krabben, Fangschreckenkrebse und Fische. Bei einem Exemplar fand man im Magen eine gerade verspeiste, 16,5 mm lange Hainasengrundel (Elacatinus evelynae).

## Belege
1. 1 2 3 4  P.S. Lobel: A review of the Caribbean hamlets (Serranidae, Hypoplectrus) with description of two new species. In: Zootaxa. 3096, 2011, 1–17. DOI: 10.11646/zootaxa.3096.1.1 PDF.
2. 1 2 3  Hypoplectrus randallorum auf Fishbase.org (englisch)